# Alexandru
Alexandru ist ein männlicher rumänischer Vorname und Familienname.

## Herkunft und Bedeutung
Alexandru ist als eine rumänische Form des ursprünglich altgriechischen Vornamens Alexander ein rumänischer männlicher Vorname und Familienname.

## Namensträger

### Vorname
- Alexandru Aldea (~1397–1436), Fürst der Walachei (1431–1436)
- Alexandru Athanasiu (* 1955), rumänischer Politiker und Jurist
- Alexandru Apolzan (1927–1982), rumänischer Fußballspieler
- Alexandru Averescu (1859–1938), rumänischer General und mehrmaliger Ministerpräsident
- Alexandru Balaban (* 1931), rumänischer Chemiker
- Alexandru Bellu (1850–1921), rumänischer Anwalt, Numismatiker, Fotograf, Kunstsammler und Kunstmäzen
- Alexandru Boc (* 1946), rumänischer Fußballspieler
- Alexandru Borza (1887–1971), rumänischer Botaniker und Pflanzenforscher
- Alexandru Bourceanu (* 1985), rumänischer Fußballspieler
- Alexandru Buium (* 1955), rumänisch-US-amerikanischer Mathematiker
- Alexandru Buligan (* 1960), rumänischer Handballspieler und -trainer
- Alexandru Callimachi, Fürst der Moldau (1795–1799)
- Alexandru Cicâldău (* 1997), rumänischer Fußballspieler
- Alexandru Ciutureanu (1951–2013), rumänischer Bildhauer
- Alexandru Dobray (1794–1870), rumänisch-katholischer Bischof von Lugoji
- Alexandru Drăghici (1913–1993), rumänischer kommunistischer Aktivist und Politiker
- Alexandru Ene (1928–2011), rumänischer Fußballspieler
- Alexandru Epureanu (* 1986), moldauischer Fußballspieler
- Alexandru Flechtenmacher (1823–1898), rumänischer Komponist, Violinist, Dirigent und Lehrer
- Alexandru Golban (* 1979), moldauischer Fußballspieler
- Alexandru Ionel (* 1994), deutscher Tänzer
- Alexandru Ionitza (1948–2010), rumänischer Opernsänger
- Alexandru Moisuc (* 1942), rumänischer Agrarwissenschaftler und Universitätsrektor in Temeswar
- Alexandru Ioan Morțun (* 1951), rumänischer Politiker
- Alexandru Neagu (1948–2010), rumänischer Fußballspieler
- Alexandru Novac (* 1997), rumänischer Leichtathlet
- Alexandru Păcurar (* 1982), rumänischer Fußballspieler
- Alexandru Papazian (* 1988 oder 1989), rumänischer Pokerspieler
- Alexandru Philippide (1859–1933), rumänischer Romanist und Rumänist
- Alexandru Schwartz (1909–1994), rumänischer Fußballspieler
- Alexandru Todea (1912–2002), rumänischer Kardinal
- Alexandru Tyroler (1891–1973), ungarisch-rumänischer Schachmeister
- Alexandru Vlahuță (1858–1919), rumänischer Schriftsteller
- Alexandru Vona (1922–2004), rumänischer Schriftsteller und Architekt
- Alexandru Zirra (1883–1946), rumänischer Komponist

### Familienname
- Constantin Alexandru (1953–2014), rumänischer Ringer
- Dumitru Alexandru (* 1953), rumänischer Rugby-Union-Spieler
- Florian Alexandru-Zorn (* 1984), deutscher Musikautor und Schlagzeuger
- George Alexandru (1957–2015), rumänischer Schauspieler
- Iliaș Alexandru (17. Jh.), moldauischer Fürstensohn
- Maria Alexandru (1939–2024), rumänische Tischtennisspielerin
- Marian Alexandru (* 1977), rumänischer Fußballspieler
- Matei Alexandru († 2014), rumänischer Film- und Theaterschauspieler
- Nicoleta Alexandru (* 1968), rumänische Popsängerin
- Simona Alexandru (* 1985), rumänische Degenfechterin, siehe Simona Gherman
- Vasile Alexandru (* 1935), rumänischer Fußballspieler